# Hreðavatn
Der Hreðavatn ist ein See im Westen von Island auf dem Gebiet von Borgarbyggð.

## Geografie
Er liegt etwa 25 km nördlich von Borgarnes in der Nähe des Hringvegur (Ringstraße Nr. 1) bei der Universität Bifröst. Die Grábrók-Krater erheben sich nicht weit entfernt und ihre Lava erstreckt sich auch entlang des östlichen Seeufers. 
Die Länge des Hreðavatn beträgt ca. 5 km, seine Fläche 1,3 km², seine Tiefe ca. 20 m.
Im See kann man Forellen fischen.
Die unmittelbare Umgebung zeichnet sich durch ein großes Lavafeld, sanfte Heidelandschaft und kleine Waldanpflanzungen (vgl. Wiederaufforstung) aus. Die Gegend muss in früheren Zeiten bewaldet gewesen sein. Man hat hier ca. 6,5 – 7 Mill. Jahre alte Holzkohlenflöze entdeckt, deren Zusammensetzung auf Arten hinweist, wie sie heute in Mitteleuropa beheimatet sind. Dies lässt darauf schließen, dass das Klima damals sehr viel milder war als heute.
In nicht allzu weiter Ferne erhebt sich der perfekte Kegel der Baula.
Unweit des Hreðavatns befindet sich das 150 ha große Waldgebiet Jafnaskarðsskógur, das größtenteils aus Kiefern besteht.